# 第一安大略中心
第一安大略中心（英語：FirstOntario Centre），原稱科普斯體育館（Copps Coliseum），是加拿大安大略省哈密爾頓一座多用途室内體育及娛樂設施，坐落該市約克大道（York Boulevard）和北卑街（Bay Street North）的交界處，最多可容納19,000名觀眾。

## 歷史
哈密爾頓的主要室内體育場館原為巴頓街體育館（Barton Street Arena）；隨著該體育館於1977年拆卸，市内各界亦籌備興建一座新的現代化場館。新體育館於1983年7月8日動工，1985年11月30日開幕，並以1962年至76年間擔任哈密爾頓市長的維克托·科普斯（Victor Copps）命名為科普斯體育館（Copps Coliseum）。新體育館較舊有巴頓街體育館的容量大增，原意是為了吸引國家冰球聯盟（NHL）在哈密爾頓設立一支新球隊。然而，由於哈密爾頓離多倫多和水牛城不遠，該兩市的NHL球隊（多倫多楓葉和水牛城軍刀）皆視哈密爾頓地區為其作業範圍，因此多年來一直反對NHL在當地設置新球隊。
雖然科普斯體育館一直未能成為任何NHL球隊的主場館，但NHL的1992年-93年賽季和1993年-94年賽季皆有部分多倫多楓葉和水牛城軍刀賽事在此進行。體育館開幕後主要成為北美次要冰球聯賽的哈密爾頓球隊主場，當中美國冰球聯盟的哈密爾頓鬥牛犬（Hamilton Bulldogs）自1996年起便以科普斯體育館作其主場至今。此外，在多倫多市中心的加拿大航空中心落成之前，NBA的多倫多速龍首兩個賽季（1995年-1997年）期間每季有三場常規賽事在此進行，而該隊亦於1997年在此舉行一場季前賽。
環球光譜公司（Global Spectrum）於2013年投得體育館的營運權，其後開始為體育館尋找冠名贊助商，最終與當地的第一安大略信用合作社達成總值350萬加元、有效期10年的冠名贊助協定。哈密爾頓市議會於2014年1月通過接納該協定，體育館遂於同年2月6日正式改稱「第一安大略中心」。

## 外部連結
- 维基共享资源上的相關多媒體資源：第一安大略中心
- （英文）Core Entertainment :: FirstOntario Centre （页面存档备份，存于）－第一安大略中心網站